# Joseph Gordon-Levitt

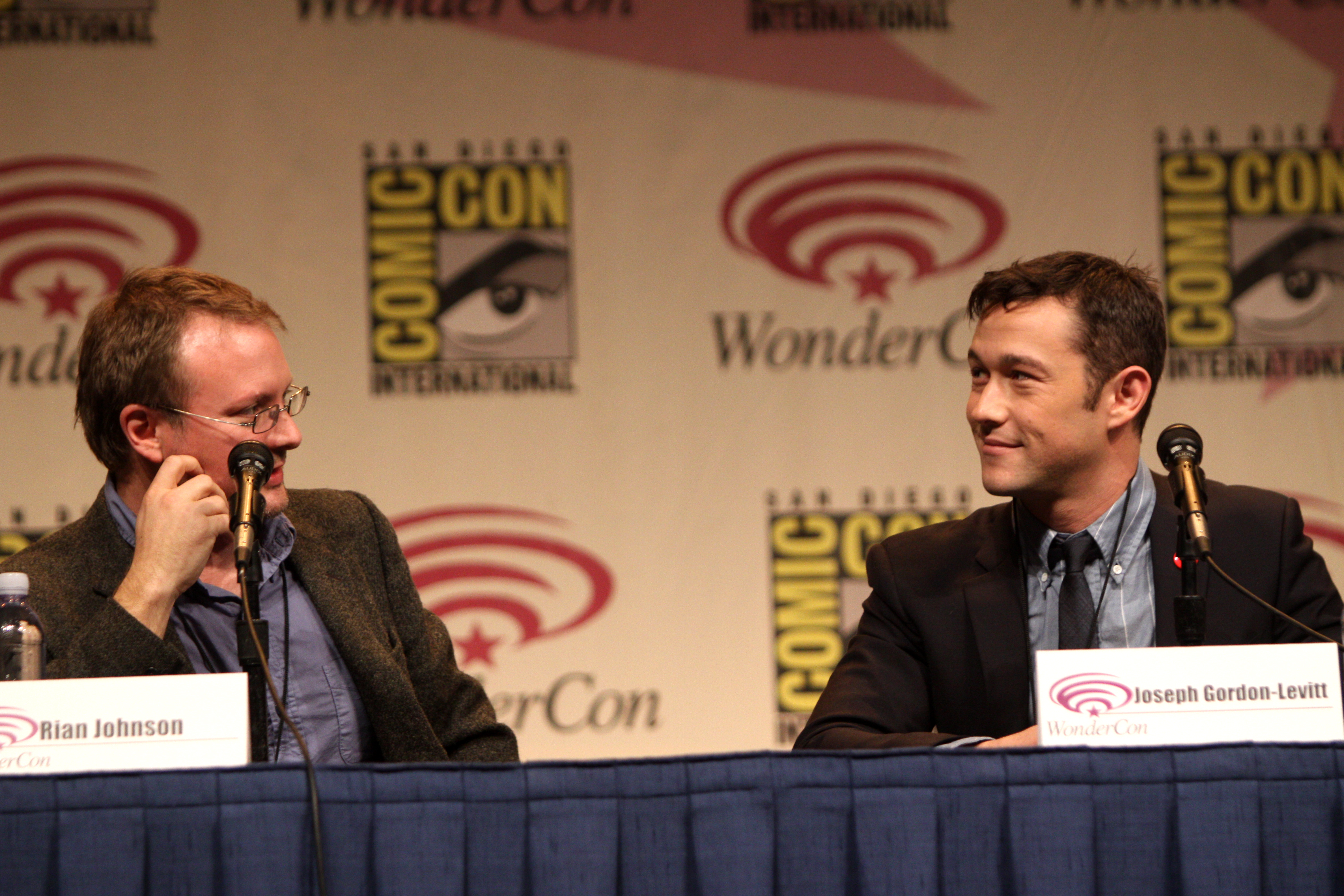
Rian Johnson i Joseph Gordon-Levitt (2012)

Joseph Leonard Gordon-Levitt  (ur. 17 lutego 1981 w Los Angeles) – amerykański aktor filmowy i telewizyjny.

## Życiorys

### Wczesne lata
Przyszedł na świat w Los Angeles w żydowskiej rodzinie jako młodszy syn Dennisa Levitta i Jane Gordon. Miał starszego brata Daniela (ur. 1974, zm. 2010). Jego dziadek ze strony matki Michael Gordon był aktorem i reżyserem teatralnym. Jako czterolatek był Strachem na wróble w inscenizacji Czarnoksiężnik z Krainy Oz. Mając sześć lat śpiewał w dziecięcym zespole muzycznym. Nieco później występował w reklamach telewizyjnych i przedstawieniach szkolnych. Ukończył Van Nuys High School w Van Nuys i School Of General Studies przy Columbia University na Manhattanie.

### Kariera
Na szklanym ekranie zadebiutował w wieku siedmiu lat w westernie ABC Obcy na mojej ziemi (Stranger on My Land, 1988) u boku Tommy’ego Lee Jonesa i Terry’ego O’Quinna oraz dwóch odcinkach sitcomu stacji NBC Więzi rodzinne (Family Ties, 1988) z Michaelem J. Foksem i Meredith Baxter. Później pojawił się w dramacie telewizyjnym Więzy krwi (Settle the Score, 1989) u boku Jaclyn Smith i ekranizacji powieści Danielle Steel NBC Koleje losu (Changes, 1991) z Cheryl Ladd.
Na kinowym ekranie wystąpił po raz pierwszy w roli studenta w komedii familijnej Beethoven (1992) oraz dramacie biograficznym Roberta Redforda Rzeka życia (A River Runs Through It, 1992) u boku Brada Pitta, Craiga Sheffera i Toma Skerritta. Za postać Rogera Bommana w komedio-dramacie familijnym fantasy Anioły na boisku (Angels in the Outfield, 1994) zdobył nominację do nagrody Saturna. Jego kreacja Tommy’ego Solomona w sitcomie sci-fi NBC Trzecia planeta od Słońca (3rd Rock from the Sun, 1996–2001) została uhonorowana dwukrotnie hollywoodzką nagrodą YoungStar.
W 1999 znalazł się na liście „Dwudziestu jeden najbardziej obiecujących gwiazd poniżej dwudziestu jeden lat” magazynu Teen People. W 2000 rozpoczął studia na Uniwersytecie Columbia.
Do 2004 roku studiował historię, literaturę i francuską poezję. Studiów nie ukończył. Wrócił do aktorstwa. Rola Neila w dramacie Zły dotyk (2004) przyniosła mu nagrodę Złotej Kosmicznej Iglicy na festiwalu filmowym w Seattle.
Był reżyserem melodramatu Don Jon (2013), gdzie wystąpił w roli głównej jako Jon „Don Jon” Martello Jr. W dreszczowcu Olivera Stone’a Snowden (2016) zagrał demaskatora, byłego pracownika CIA Edwarda Snowdena.

## Życie prywatne
20 grudnia 2014 roku wziął ślub z Tashą McCauley. Para doczekała się syna (ur. 20 sierpnia 2015).

## Filmografia
Filmy fabularne
- 1988: Obcy na mojej ziemi (Stranger on My Land) jako Rounder
- 1989: Settle the Score jako Justin
- 1990: Dark Shadows jako David Collins
- 1991: Koleje losu (Changes) jako Matt Hallam
- 1991: Moje drugie, lepsze wcielenie (Hi Honey – I’m Dead) jako Josh Stadler
- 1991: Plymouth jako Simon
- 1992: Beethoven jako Uczeń #2
- 1992: Rzeka wspomnień (A River Runs Through It) jako młody Norman
- 1993: Zamiana rodziców (Gregory K) jako Gregory Kingsley
- 1993: Partners
- 1994: Anioły na boisku (Angels in the Outfield) jako Roger Bomman
- 1994: Święty związek (Holy Matrimony) jako Zeke
- 1994: Droga śmierci (The Road Killers) jako Rich
- 1995: Wielka ucieczka małego słonia (The Great Elephant Escape) jako Matthew
- 1996: Pod presją (The Juror) jako Oliver Laird
- 1998: Halloween: 20 lat później (Halloween H20: 20 Years Later) jako Jimmy Howell
- 1998: Sweet Jane jako Tony
- 1999: Zakochana złośnica (10 Things I Hate About You) jako Cameron James
- 2000: Pierwsza miłość nie rdzewieje (Forever Lulu) jako Martin Ellsworth
- 2000: Dar z nieba (Picking up the Pieces) jako Flaco
- 2001: W głąb siebie (Manic) jako Lyle
- 2002: Planeta skarbów (Treasure Planet) jako Jim Hawkins (głos)
- 2003: Dni ostatnie jako Paul Ryder
- 2004: Zły dotyk (Mysterious Skin) jako Neil McCormick
- 2005: Spustoszenie (Havoc) jako Sam
- 2005: Kto ją zabił? (Brick) jako Brendan Frye
- 2005: Zawód zabójca (Shadowboxer) jako dr Don
- 2007: Świadek bez pamięci (The Lookout) jako Chris Pratt
- 2008: Cud w wiosce Sant Anna (Miracle at St. Anna) jako Tom Boyle
- 2008: Bracia Bloom (The Brothers Bloom) jako stały klient baru (niewymieniony w czołówce)
- 2008: Killshot jako Richie Nix
- 2008: Stop-Loss jako Tommy Burgess
- 2009: Big Breaks jako Todd Sterling
- 2009: Women in Trouble jako Bert Rodriguez
- 2009: Uncertainty jako Bobby
- 2009: 500 dni miłości ((500) Days of Summer) jako Tom Hansen
- 2009: G.I. Joe: Czas Kobry (G.I. Joe: The Rise of Cobra) jako dowódca Cobry
- 2010: Incepcja (Inception) jako Arthur
- 2010: Hesher jako Hesher
- 2010: Elektra Luxx jako Bert Rodriguez
- 2011: 50/50 jako Adam
- 2012: Mroczny Rycerz powstaje (The Dark Knight Rises) jako John Blake
- 2012: Looper – Pętla czasu (Looper) jako Joe
- 2012: Lincoln (Lincoln) jako Robert Todd Lincoln
- 2012: Bez hamulców (Premium Rush) jako wille
- 2013: Don Jon jako Jon
- 2014: Sin City 2: Damulka warta grzechu jako Johnny
- 2015: Cicha noc jako Ethan
- 2015: The Walk. Sięgając chmur jako Philippe Petit
- 2016: Snowden jako Edward Snowden
- 2019: 7500 jako Tobias Ellis
- 2020: Power jako Frank
- 2020: Proces Siódemki z Chicago (The Trial of the Chicago 7) jako Richard Schultz[16]

Seriale telewizyjne
- 1988: Family Ties jako Dougie
- 1990: Napisała: Morderstwo (Murder, She Wrote) jako Chłopak
- 1991: Dark Shadows jako David Collins
- 1991: China Beach jako Archie Winslow w wieku 9 lat
- 1991: Zagubiony w czasie (Quantum Leap) jako Kyle
- 1991: Prawnicy z Miasta Aniołów (L.A. Law)
- 1992–1993: The Powers That Be jako Pierce Van Horne
- 1993: Doktor Quinn (Dr. Quinn, Medicine Woman) jako Zack Lawson
- 1993–1995: Roseanne jako George
- 1996–2001: Trzecia planeta od Słońca (3rd Rock from the Sun) jako Tommy Solomon
- 1998: Różowe lata siedemdziesiąte (That ’70s Show) jako Buddy
- 2000: Po tamtej stronie (The Outer Limits) jako Zach
- 2005: Wzór (Numb3rs) jako Scott Reynolds

Reżyser
- 2009: Sparks
- 2013: Don Jon

Scenarzysta
- 2009: Sparks
- 2013: Don Jon

Kompozytor
- 2009: Sparks

Producent
- 2009: Sparks

## Nagrody i nominacje
Saturn
- 1995: najlepszy młody aktor – Anioły na boisku (nominacja)

Złoty Glob
- 2009: najlepszy aktor w filmie komediowym lub musicalu − 500 dni miłości (nominacja)

Independent Spirit Awards
- 2010: najlepsza główna rola męska – 500 dni miłości (nominacja)

Nagroda Gildii Aktorów Filmowych
- 1999: najlepsza obsada serialu komediowego – Trzecia planeta od Słońca (nominacja)
- 1998: najlepsza obsada serialu komediowego – Trzecia planeta od Słońca (nominacja)
- 1997: najlepsza obsada serialu komediowego – Trzecia planeta od Słońca (nominacja)